# John F. Seitz
John Francis Seitz (Chicago, 23 juni 1892 – Woodland Hills, 27 februari 1979) was een Amerikaans cameraman.

## Loopbaan
John F. Seitz begon zijn carrière als cameraman in het tijdperk van de stomme film. Hij verwierf faam in Hollywood met zijn camerawerk voor de prent The Four Horsemen of the Apocalypse (1921). Het werk van Seitz werd zeer gewaardeerd door regisseur Billy Wilder. Ze werkten onder meer samen voor de films Double Indemnity (1944), The Lost Weekend (1945) en Sunset Boulevard (1950). Seitz werd tijdens zijn carrière zeven keer genomineerd voor de Oscar voor beste camerawerk zonder de prijs ooit te winnen. Hij ging met pensioen in 1960.

## Filmografie
- 1916: The Quagmire
- 1916: The Ranger of Lonesome Gulch
- 1917: The Bride's Silence
- 1917: The Serpent's Tooth
- 1917: Whose Wife
- 1917: A Game of Wits
- 1917: The Mate of the Sally Ann
- 1917: Souls in Pawn
- 1918: Up Romance Road
- 1918: Beauty and the Rogue
- 1918: Powers That Prey
- 1919: The Westerners
- 1920: Hearts Are Trumps
- 1920: The Sagebrusher
- 1920: Shore Acres
- 1921: Uncharted Seas
- 1921: The Conquering Power
- 1921: The Four Horsemen of the Apocalypse
- 1922: The Prisoner of Zenda
- 1922: Trifling Women
- 1922: Turn to the Right
- 1923: Where the Pavement Ends
- 1923: Scaramouche
- 1924: The Arab
- 1924: Classmates
- 1924: The Price of a Party
- 1925: Mare Nostrum
- 1926: The Magician
- 1927: The Fair Co-Ed
- 1928: Across to Singapore
- 1928: The Trail of '98
- 1928: Outcast
- 1928: The Patsy
- 1928: Adoration
- 1929: The Painted Angel
- 1929: The Squall
- 1929: A Most Immoral Lady
- 1929: Hard to Get
- 1929: Careers
- 1929: Her Private Life
- 1929: The Divine Lady
- 1929: Saturday's Children
- 1930: In the Next Room
- 1930: Back Pay
- 1930: Sweethearts and Wives
- 1930: Murder Will Out
- 1930: The Bad Man
- 1930: Road to Paradise
- 1930: Kismet
- 1931: East Lynne
- 1931: Merely Mary Ann
- 1931: Misbehaving Ladies
- 1931: Hush Money
- 1931: Men of the Sky
- 1931: Young Sinners
- 1931: The Age for Love
- 1931: The Right of Way
- 1931: Over the Hill
- 1932: Careless Lady
- 1932: The Woman in Room 13
- 1932: A Passport to Hell
- 1932: She Wanted a Millionaire
- 1932: Six Hours to Live
- 1933: Mr. Skitch
- 1933: Paddy the Next Best Thing
- 1933: Ladies They Talk About
- 1933: Dangerously Yours
- 1933: Adorable
- 1934: Marie Galante
- 1934: Springtime for Henry
- 1934: All Men Are Enemies
- 1934: Coming Out Party
- 1935: Curly Top
- 1935: Navy Wife
- 1935: Helldorado
- 1935: Our Little Girl
- 1935: Redheads on Parade
- 1935: The Littlest Rebel
- 1935: One More Spring
- 1936: The Country Doctor
- 1936: 15 Maiden Lane
- 1936: Poor Little Rich Girl
- 1936: Captain January
- 1937: Madame X
- 1937: Between Two Women
- 1937: Carnival in Paris
- 1937: Love is a  Headache
- 1937: Navy Blue and Gold
- 1938: A Christmas Carol
- 1938: The Adventure of Huckleberry Finn
- 1938: Lord Jeff
- 1938: Stablemates
- 1938: Young Dr. Kildare
- 1938: The Crowd Roars
- 1939: The Hardy's Ride High
- 1939: Thunder Afloat
- 1939: Bad Little Angel
- 1939: Sergeant Madden
- 1939: 6,000 Enemies
- 1940: A Little Bit of Heaven
- 1940: Dr. Kildare's Strange Case
- 1940: Dr. Kildare's Crisis
- 1941: Sullivan's Travels
- 1942: Fly-by-Night
- 1942: This Gun for Hire
- 1942: Lucky Jordan
- 1942: The Moon and Sixpence
- 1943: Five Graves to Cairo
- 1944: Casanova Brown
- 1944: The Hour Before the Dawn
- 1944: The Miracle of Morgan's Creek
- 1944: Hail the Conquering Hero
- 1944: Double Indemnity
- 1945: The Unseen
- 1945: The Lost Weekend
- 1946: Home Sweet Homicide
- 1946: The Well-Groomed Bride
- 1947: The Imperfect Lady
- 1947: Calcutta
- 1947: Wild Harvest
- 1948: Saigon
- 1948: On Our Merry Way
- 1948: Night Has a Thousand Eyes
- 1948: The Big Clock
- 1948: Beyond Glory
- 1949: Chicago Deadline
- 1949: The Great Gatsby
- 1950: Sunset Boulevard
- 1950: Captain Carey, U.S.A.
- 1950: Molly
- 1951: Appointment with Danger
- 1951: When Worlds Collide
- 1951: Dear Brat
- 1952: The Iron Mistress
- 1952: The Savage
- 1952: The San Francisco Story
- 1953: Invaders from Mars
- 1953: Botany Bay
- 1953: Desert Legion
- 1953: Fort Algiers
- 1954: The Rocket Man
- 1954: Rogue Cop
- 1954: Saskatchewan
- 1955: Many Rivers to Cross
- 1955: The McConnell Story
- 1955: Hell on Frisco Bay
- 1956: A Cry in the Night
- 1956: The Big Land
- 1956: Santiago
- 1958: The Deep Six
- 1958: The Badlanders
- 1959: The Man in the Net
- 1959: Island of Lost Women
- 1960: Guns of the Timberland